# مصطفى خرمدل
مصطفى خرمدل (1936-2020)، هو فقيه وداعية مسلم ويعتبر أحد أبرز علماء أهل السُّنة في إيران، وشغل منصب أستاذ التفسير في جامعة كردستان سنندج.
عكف مصطفى خرمدل أعوامًا طويلة على ترجمة محترفة لكتاب تفسير «في ظلال القرآن» إلى اللغة الفارسية، وأكملها بمنتهى البراعة والإتقان.
ولد مصطفى بمدينة مهاباد الكردية عام 1936م، ولهُ مؤلفات بلغات عدة وترجمات، منها ثلاثة تفاسير للقرآن الكريم: تفسير المقتطف باللغة العربية، و«النور»، بالفارسية و«نسيم الرحمة» باللغة الكردية.
ولهُ مؤلفات أخرى في الأدب العربي والفارسي والكردي، ولقد كان على علاقة وطيدة مع المدارس الشرعية الإسلامية إلى جانب الجامعات الرسمية وربّى أجيالاً من العلماء والدعاة.

## وفاته
توفى مصطفى خرمدل يوم الأحد الأول من شوال 1441هـ/ 24 أيار 2020م، عن عمر ناهز 84 عامًا، بعد إصابتهِ بفيروس كورونا.
نعاه الاتحاد العالمي لعلماء المسلمين، في بيان، قائلاً: «تَلَقَّيْنَا بِقَلُوبٍ مُفْعَمَةٍ بِالرِّضَا بِقَضَاءِ الله وَقَدَرِهِ نَبَأَ وَفَاةِ فَضِيلَةِ الشَّيْخِ الْمُفَسِّرِ د. مُصْطَفَى خُرَّمدَل ، بَعْدَ إصَابَتِهِ بِفِيرُوسِ كُورُونَا، كَانَ  بَاحِثًا وَمُفَسِّرًا لِلْقُرْآنِ الْكَرِيمِ، وَمُتَرْجِمًا بِاللُّغَاتِ الْعَرَبِيَّةِ وَالْفَارِسِيَّةِ وَالْكُرْدِيَّةِ».